# Lauri Vuorinen
Lauri Vuorinen (* 1. Januar 1995 in Perniö) ist ein finnischer Skilangläufer.

## Werdegang
Vuorinen startete bis 2015 vorwiegend bei Juniorenrennen. Dabei wurde er 2012 in Kemi und 2015 in Imatra finnischer Juniorenmeister im Sprint. Im folgenden Jahr gewann er beim Europäischen Olympischen Winter-Jugendfestival 2013 in Brașov die Bronzemedaille im Sprint. Sein erstes Weltcuprennen lief er im März 2013 in Lahti, welches er auf dem 60. Platz im Sprint beendete. Bei den Nordischen Junioren-Skiweltmeisterschaften 2014 im Val di Fiemme waren der fünfte Platz mit der Staffel und der vierte Rang im Sprint seine beste Resultate. Im Februar 2015 errang er bei den Nordischen Junioren-Skiweltmeisterschaften in Almaty den sechsten Platz im Sprint und den vierten Rang mit der Staffel. Zu Beginn der Saison 2015/16 holte er bei der Nordic Opening in Ruka, die er auf dem 79. Platz beendete, mit dem 29. Platz bei der Sprintetappe seine ersten Weltcuppunkte. Bei den U23-Weltmeisterschaften 2016 in Râșnov belegte er den 30. Platz über 15 km Freistil, den 21. Rang im Sprint und den neunten Platz über 15 km klassisch. In der Saison 2017/18 errang er bei den U23-Weltmeisterschaften 2018 in Goms den 26. Platz über 15 km klassisch und den 17. Platz im Sprint und bei den Olympischen Winterspielen 2018 in Pyeongchang den 29. Platz im Sprint. Bei den nordischen Skiweltmeisterschaften 2019 in Seefeld in Tirol belegte er den 34. Platz im Sprint. In der Saison 2020/21 errang er den 52. Platz beim Ruka Triple und bei den nordischen Skiweltmeisterschaften 2021 in Oberstdorf den 15. Platz im Sprint. Zudem wurde er in Honkavuori finnischer Meister im Sprint.
In der Saison 2021/22 kam Vuorinen mit drei Top-Zehn-Platzierungen auf den 32. Platz im Gesamtweltcup und auf den 11. Rang im Sprintweltcup. Beim Saisonhöhepunkt, den Olympischen Winterspielen 2022 in Peking, errang er den 14. Platz im Sprint.

## Teilnahmen an Weltmeisterschaften und Olympischen Winterspielen

### Olympische Spiele
- 2022 Peking: 14. Platz Sprint Freistil

### Nordische Skiweltmeisterschaften
- 2019 Seefeld in Tirol: 34. Platz Sprint Freistil
- 2021 Oberstdorf: 15. Platz Sprint klassisch
- 2023 Planica: 32. Platz Sprint klassisch
- 2025 Trondheim: 2. Platz Teamsprint klassisch, 3. Platz Sprint Freistil, 10. Platz Staffel

## Platzierungen im Weltcup

### Weltcup-Statistik
Die Tabelle zeigt die erreichten Platzierungen im Einzelnen.
- 1.–3. Platz: Anzahl der Podiumsplatzierungen
- Top 10: Anzahl der Platzierungen unter den ersten zehn
- Punkteränge: Anzahl der Platzierungen innerhalb der Punkteränge
- Starts: Anzahl gelaufener Rennen in der jeweiligen Disziplin
- Hinweis: Bei den Distanzrennen erfolgt die Einordnung gemäß FIS.

| Platzierung               | Distanzrennen a | Distanzrennen a | Distanzrennen a | Distanzrennen a | Distanzrennen a | Skiathlon Verfolgung | Sprint | Etappen- rennen b | Gesamt | Team c | Team c  |
| Platzierung               | ≤ 5 km          | ≤ 10 km         | ≤ 15 km         | ≤ 30 km         | > 30 km         | Skiathlon Verfolgung | Sprint | Etappen- rennen b | Gesamt | Sprint | Staffel |
| ------------------------- | --------------- | --------------- | --------------- | --------------- | --------------- | -------------------- | ------ | ----------------- | ------ | ------ | ------- |
| 1. Platz                  |                 |                 |                 |                 |                 |                      |        |                   |        |        |         |
| 2. Platz                  |                 |                 |                 |                 |                 |                      | 1      |                   | 1      |        |         |
| 3. Platz                  |                 |                 |                 |                 |                 |                      | 1      |                   | 1      | 1      |         |
| Top 10                    |                 |                 |                 |                 |                 |                      | 14     |                   | 14     | 5      | 3       |
| Punkteränge               |                 | 8               | 1               | 6               | 1               | 2                    | 65     | 1                 | 84     | 12     | 4       |
| Starts                    |                 | 12              | 17              | 8               | 2               | 13                   | 82     | 7                 | 141    | 13     | 4       |
| Stand: Saisonende 2024/25 |                 |                 |                 |                 |                 |                      |        |                   |        |        |         |

### Weltcup-Gesamtplatzierungen
| Saison  | Gesamt | Gesamt | Distanz | Distanz | Sprint | Sprint |
| Saison  | Punkte | Platz  | Punkte  | Platz   | Punkte | Platz  |
| ------- | ------ | ------ | ------- | ------- | ------ | ------ |
| 2015/16 | 2      | 148.   | -       | -       | 2      | 99.    |
| 2016/17 | 19     | 116.   | 1       | 119.    | 18     | 59.    |
| 2017/18 | 67     | 68.    | -       | -       | 67     | 30.    |
| 2018/19 | 57     | 72.    | -       | -       | 57     | 34.    |
| 2019/20 | 94     | 58.    | -       | -       | 94     | 22.    |
| 2020/21 | 53     | 72.    | -       | -       | 53     | 30.    |
| 2021/22 | 180    | 32.    | 6       | 79.     | 174    | 11.    |
| 2022/23 | 309    | 54.    | 11      | 111.    | 298    | 25.    |
| 2023/24 | 928    | 20.    | 283     | 36.     | 645    | 9.     |
| 2024/25 | 720    | 20.    | 147     | 57.     | 525    | 8.     |